# Cartoon Saloon
Cartoon Saloon es un estudio de animación irlandés fundado por Tomm Moore, Nora Twomey y Paul Young en 1999 con sede en Kilkenny. Produce principalmente películas, cortometrajes y series de televisión animadas, las cuales generalmente son financiadas por sus mismos productores. Todas sus películas han recibido la aclamación por parte de la crítica y su trabajo ha totalizado cinco nominaciones a los premios Óscar.

## Historia
Cartoon Saloon fue fundada en Kilkenny (Irlanda) en 1999 por Tomm Moore, Nora Twomey y Paul Young, tres alumnos del Ballyfermot College of Further Education. El estudio se dedicó en sus inicios a realizar publicidad animada para otras empresas mientras buscaban financiamiento para sus proyectos originales. Sus dos primeros trabajos fueron los cortometrajes From Darkness (2002) y Backwards Boy (2004), para más tarde estrenar su primera serie de televisión original Zorrino Kung-Fu en 2007 bajo la distribución de CBBC. 

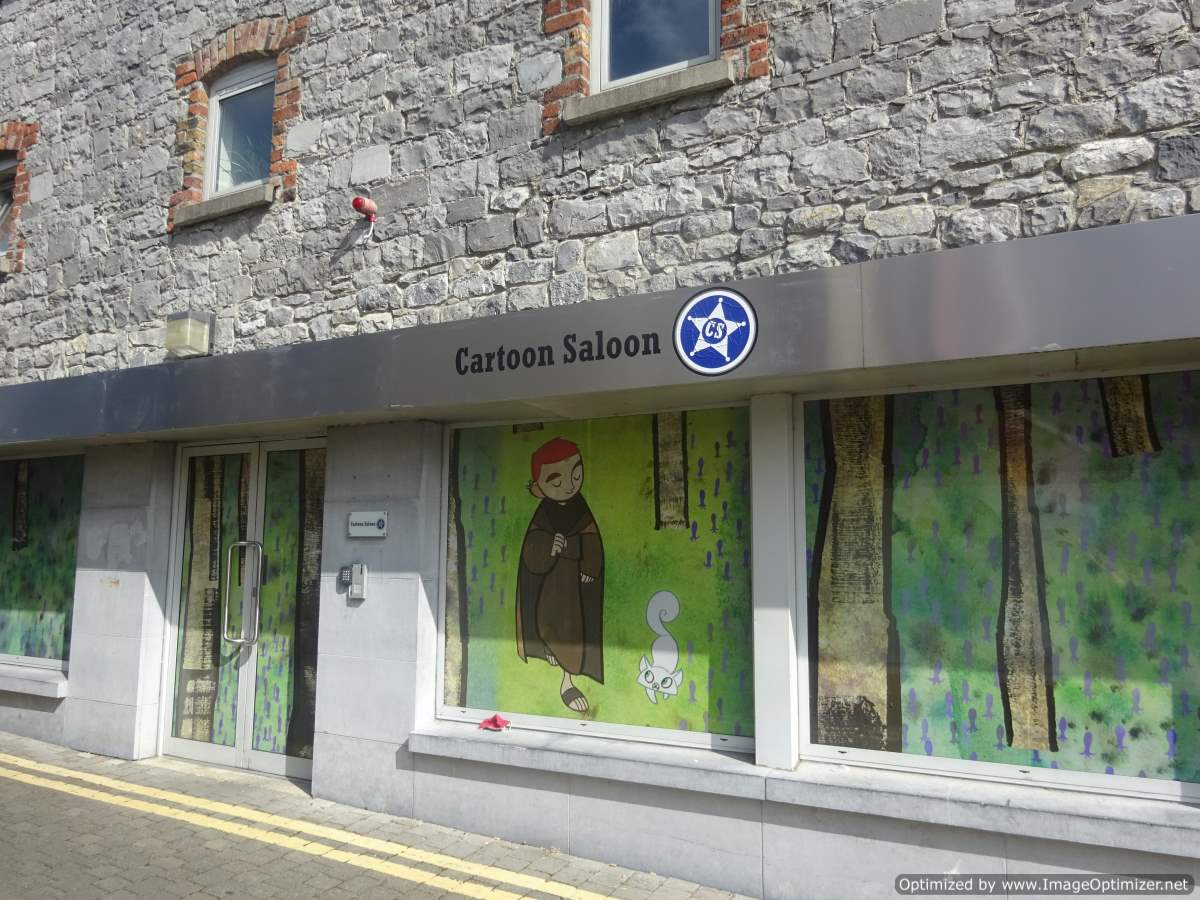
Sede de Cartoon Saloon en Kilkenny.

En sus tiempos en la universidad, Moore había estado desarrollando varias ideas y en 2001 tuvo una reunión con ejecutivos de la productora francesa Les Armateurs, quienes lo apoyaron y financiaron su primera película El secreto del libro de Kells, la cual comenzó producción en 2005 con un presupuesto de 8 millones de dólares estadounidenses. La cinta fue estrenada el 3 de marzo de 2009 en Irlanda y recaudó 3.5 millones de dólares a nivel mundial. A pesar de ello, recibió la aclamación por parte de la crítica, con una aprobación del 90% en Rotten Tomatoes y un promedio de 81 puntos de 100 en Metacritic. Además, fue nominada a los premios Annie y los premios Óscar como mejor película animada, pero perdió ambos contra Up (2009) de Pixar. Tras la nominación al Óscar, varias empresas se ofrecieron a comprar el estudio, pero sus fundadores decidieron mantenerse independientes. Debido a esto, Cartoon Saloon atravesó una fuerte crisis financiera, al punto de que Moore y Young tuvieron que pedir préstamos bancarios personales para poder mantener el estudio a flote.
Tras cinco años sin producir títulos originales, Cartoon Saloon regresó con su cortometraje Somewhere Down the Line (2014), así como la película La canción del mar (2014), la cual tuvo un presupuesto de 7.5 millones de dólares y recaudó 4.4 millones. Al igual que su antecesora, fue aclamada por la crítica con una aprobación del 99% en Rotten Tomatoes y 85 puntos en Metacritic. La película logró alzarse con el premio Satellite y recibió siete nominaciones a los premios Annie, entre estas mejor película animada, donde perdió contra Cómo entrenar a tu dragón 2 (2014) de DreamWorks Animation. También fue nominada como mejor película animada en los premios Óscar, pero esta vez perdió ante Big Hero 6 (2014) de Walt Disney Animation Studios.
En 2015, Cartoon Saloon produjo la serie Puffin Rock, la cual fue distribuida por RTÉjr en Irlanda, Nick Jr. en Europa y Netflix en el resto del mundo. Posteriormente, estrenó su tercera película El pan de la guerra el 17 de noviembre de 2017, con un presupuesto de 10 millones de dólares, su producción más costosa; finalmente recaudaría 4.4 millones. La película recibió la aclamación crítica con 95% en Rotten Tomatoes y 78 puntos en Metacritic. Obtuvo diez nominaciones a los premios Annie, de las cuales ganó uno como mejor película animada independiente, dando a Cartoon Saloon su primer Annie. Asimismo, dio al estudio su primera nominación a los Globos de Oro y los Premios de la Crítica Cinematográfica, así como su tercera a los premios Óscar, pero perdió los tres galardones frente a Coco (2017) de Pixar.
En 2018, estrenó su cortometraje Late Afternoon, con el cual obtuvieron su cuarta nominación a los premios Óscar, esta vez como mejor cortometraje animado, el cual finalmente ganaría Bao (2018) de Pixar. Tras la constante aclamación del estudio, en 2020 produjeron la serie Dorg Van Dango para Nickelodeon y estrenaron la película Wolfwalkers (2020) en Apple TV+. Con un lanzamiento limitado en cines a causa de la pandemia de COVID-19, recaudó solo 229 mil dólares en taquilla. La cinta logró una aprobación del 99% en Rotten Tomatoes y 87 puntos en Metacritic. Igualmente, le dio al estudio su segundo Satellite, así como su segunda nominación en los Globos de Oro. También fue nominada para tres Premios de la Crítica Cinematográfica. Además, se convirtió en la primera película del estudio en ser nominada a los Premios BAFTA. Recibió un total de diez nominaciones a los premios Annie, de los cuales ganó cinco, entre estos mejor película animada independiente, mejor dirección y mejor diseño de personajes. Cartoon Saloon también se alzó con el Annie al mejor patrocinio por There's a Monster In My Kitchen. Wolfwalkers también fue nominada al Óscar como mejor película animada, dando al estudio su quinta nominación.
Cartoon Saloon tiene previsto estrenar en 2021 la serie Vikingskool para Disney+ y la película El dragón de papá para Netflix.

## Filmografía

### Películas
| Número | Título                          | Estreno                                                                                                | Presupuesto (USD) | Recaudación (USD) | Rotten Tomatoes | Metacritic |
| ------ | ------------------------------- | --- | ----------------- | ----------------- | --------------- | ---------- |
| 1      | The Secret of Kells             | 3 de marzo de 2009                                                                                     | 8 millones        | 3.5 millones      | 90%             | 81         |
| 2      | Song of the Sea                 | 19 de diciembre de 2014                                                                                | 7.5 millones      | 4.4 millones      | 99%             | 85         |
| 3      | The Breadwinner                 | 17 de noviembre de 2017                                                                                | 10 millones       | 4.4 millones      | 95%             | 78         |
| 4      | Wolfwalkers                     | 30 de octubre de 2020                                                                                  | —                 | 229 mil           | 99%             | 87         |
| 5      | My Father's Dragon              | 4 de noviembre de 2022                                                                                 | —                 | —                 | 87%             | 74         |
| 6      | Puffin Rock and the New Friends | 14 de julio de 2023 (Irlanda limitada) 11 de agosto de 2023 (Reino Unido limitado) 16 de abril de 2024 |                   | $51K              | 100%            |            |

#### Próximas películas
| Título | Liberar | Referencia           |
| ------ | ------- | -------------------- |
| Julián | 2025    | [ 37 ] [ 38 ] [ 39 ] |

### Cortometrajes
| Número | Título                                 | Estreno                 |
| ------ | -------------------------------------- | ----------------------- |
| 1      | From Darkness                          | 13 de julio de 2002     |
| 2      | Backwards Boy                          | 16 de octubre de 2004   |
| 3      | Old Fangs                              | 1 de julio de 2009      |
| 4      | Somewhere Down the Line                | 12 de julio de 2014     |
| 5      | The Ledge End of Phil: From Accounting | 15 de noviembre de 2014 |
| 6      | Late Afternoon                         | 15 de julio de 2017     |
| 7      | There's a Monster In My Kitchen        | 22 de octubre de 2020   |
| 8      | Star Wars: Visions: Screecher's Reach  | 4 de mayo de 2023       |

### Series
| Número | Título                          | Año de estreno | Año de culminación | Distribución               |
| ------ | ------------------------------- | -------------- | ------------------ | -------------------------- |
| 1      | Zorrino Kung-Fu                 | 2007           | 2008               | CBBC                       |
| 2      | Anam an Amhráin                 | 2009           | 2010               | TG4                        |
| 3      | Puffin Rock                     | 2015           | 2016               | RTÉjr/Nick Jr./Netflix     |
| 4      | Cúl an Tí                       | 2018           | 2018               | TG4                        |
| 5      | Dorg Van Dango                  | 2020           |                    | Nickelodeon/Family Channel |
| 6      | Vikingskool                     | 2022           |                    | Disney+                    |
| 7      | Ellie the Ace                   | TBA            |                    | TBA                        |
| 8      | Serie Cartoon Saloon sin título | TBA            |                    | Apple TV+                  |

### Pilotos rechazados
| Título                                 | Nota                                                                                         |
| -------------------------------------- | -------------------------------------------------------------------------------------------- |
| Eddie of the Realms Eternal            | Presentado a Amazon                                                                          |
| The World According to Winnie the Pooh | - Lanzado a Disney Television Animation - Basado en la franquicia Winnie the Pooh franchise. |

### Largometraje no producido
| Título    | Nota                                               |
| --------- | -------------------------------------------------- |
| Skunk Fu! | Basada en la serie de televisión del mismo nombre. |

### Obras relacionadas

#### Obras cooperativas
| Año  | Título                       | Role               | Notas |
| ---- | ---------------------------- | ------------------ | --- |
| 2010 | Santa's Apprentice           | Coproducción       | Producción de animación de Gaumont Alphanim |
| 2011 | Top Cat: The Movie           | Coproducción       | Producción de animación de Ánima Estudios, así como de Illusion Studios                                                                                                |
| 2012 | Moon Man                     | Coproducción       | Producción de animación de Schesch Filmkreation |
| 2014 | The Prophet                  | Segmento (On Love) | Producción de animación a cargo de Ventanarosa |
| 2017 | If You Give a Mouse a Cookie | Coproducción       | bajo Lighthouse Studios, una empresa conjunta con Mercury Filmworks |
| 2019 | The Bug Diaries              | Coproducción       | bajo Lighthouse Studios, una empresa conjunta con Mercury Filmworks |
| 2021 | Belle                        | Trabajo de fondo   | Producción de animación de Studio Chizu |
| 2021 | Little Ellen                 | Coproducción       | bajo Lighthouse Studios |
| 2022 | The Cuphead Show!            | Coproducción       | bajo Lighthouse Studios |
| 2022 | The Bob's Burgers Movie      | Coproducción       | bajo y con Lighthouse Studios, así como con Bento Box, Golden Wolf, Mercury Filmworks y Tonic DNA, entre otros.                                                        |
| 2022 | El Deafo                     | Coproducción       | bajo Lighthouse Studios, una empresa conjunta con Mercury Filmworks |
| 2023 | Rick and Morty (season 7)    | Coproducción       | bajo y con Lighthouse Studios, una empresa conjunta con Mercury Filmworks, así como con Williams Street y Justin Roiland's Solo Vanity Card Productions!, entre otros. |

## Premios y nominaciones
Generales
| Título                        | Óscar Mejor Película Animada | Globo de Oro Mejor Película Animada | Crítica Cinematográfica Mejor Película Animada | BAFTA Mejor Película Animada | Satellite Mejor Película Animada |
| ----------------------------- | ---------------------------- | ----------------------------------- | ---------------------------------------------- | ---------------------------- | -------------------------------- |
| El secreto del libro de Kells | Nominado                     | —                                   | —                                              | —                            | —                                |
| La canción del mar            | Nominado                     | —                                   | —                                              | —                            | Ganador                          |
| El pan de la guerra           | Nominado                     | Nominado                            | Nominado                                       | —                            | Nominado                         |
| Wolfwalkers                   | Nominado                     | Nominado                            | Nominado                                       | Nominado                     | Ganador                          |

Premios Annie
| Título                        | Mejor Película Animada | Mejor Película Independiente | Mejor Dirección | Mejor Diseño de Personajes | Mejor Diseño de Producción | Mejor Guion | Mejor Edición | Mejor Música |
| ----------------------------- | ---------------------- | ---------------------------- | --------------- | -------------------------- | -------------------------- | ----------- | ------------- | ------------ |
| El secreto del libro de Kells | Nominado               | Exento                       | —               | —                          | —                          | —           | —             | —            |
| La canción del mar            | Nominado               | Exento                       | Nominado        | Nominado                   | Nominado                   | Nominado    | Nominado      | Nominado     |
| El pan de la guerra           | Exento                 | Ganador                      | Nominado        | Nominado                   | Nominado                   | Nominado    | Nominado      | Nominado     |
| Wolfwalkers                   | Exento                 | Ganador                      | Ganador         | Ganador                    | Ganador                    | Nominado    | —             | Nominado     |